# Consistance d'une graisse lubrifiante
La consistance d'une graisse lubrifiante est la résistance de cette graisse à la déformation. Elle se mesure au moyen d'un pénétromètre et se caractérise par la pénétrabilité des graisses travaillées ou pas. Elle est classée selon une échelle mise au point par le NLGI (National Lubricating Grease Institute), échelle qui donne un indice de consistance NLGI. Elle est spécifiée par une norme établie par cet institut ainsi que par les normes ASTM D4950, SAE J310 et NF ISO 6743-9.
L'indice de consistance NLGI seule n'est pas suffisant pour préciser la graisse requise pour une application particulière. Cependant, il complète d'autres classifications (telles que ASTM D4950 et ISO 6743-9). En plus de la consistance, d'autres propriétés (stabilité structurales et mécaniques, viscosité apparente, résistance à l'oxydation, etc.) peuvent-être testés afin de déterminer la pertinence d'une graisse pour une application spécifique.

## Méthodologie de l'essai
La classification NLGI définit neuf indices de graisse, chacun étant associé à une gamme de la norme ASTM Pénétration 
travaillée. Les indices peuvent être mesurés selon les tests définies par les normes ASTM D217 et NF ISO 2137.
Il s'agit de deux appareils de test. Le premier appareil se compose d'un récipient fermé et d'un piston plongeur. La face du piston est perforée pour permettre à la graisse de fluer d'un côté du piston à l'autre quand ce dernier se déplace. La graisse est insérée dans le récipient et le piston est déplacé 60 fois pour travailler cette graisse. Tout l'appareillage d'essai et la graisse sont maintenus à une température de 25 °C.
Une fois travaillée, la graisse est placée dans un second appareil permettant de réaliser un test de pénétration. Cet appareil se compose d'un récipient, d'un plongeur conique de forme et de masse déterminées et d'un comparateur à cadran. Le récipient est rempli avec la graisse et la surface supérieure de la graisse est lissé. Le plongeur est placé de sorte que sa pointe touche la surface de la graisse et le cadran indicateur est mis à zéro à cette position. Lors du début du test, le poids du plongeur le fera pénétrer dans la graisse. Après un intervalle de temps spécifique, généralement 5 secondes, la profondeur de pénétration est mesurée. Elle est exprimée en dixièmes de millimètre. 

## Classification
Le tableau suivant montre la classification NLGI et compare chaque indice à des produits alimentaires de consistance similaire. Les graisses à faible indice ont une faible viscosité et les graisses avec un indice plus élevé sont plus fermes.
| Indice de consistance NLGI | ASTM travaillé (60 cycles) : pénétration à 25 °C en dixièmes de millimètre | Apparence de la graisse lubrifiante | Consistance du produit alimentaire analogue | Utilisation de la graisse lubrifiante |
| -------------------------- | -------------------------------------------------------------------------- | ----------------------------------- | ------------------------------------------- | --- |
| 000                        | 445-475                                                                    | Très fluide                         | Ketchup                                     | Engrenages fonctionnant à faible vitesse |
| 00                         | 400-430                                                                    | Fluide                              | Compote de pommes                           | Engrenages fonctionnant à faible vitesse |
| 0                          | 355-385                                                                    | Semi-fluide                         | Moutarde                                    | Engrenages fonctionnant à faible vitesse, engrenages multiples                                                                                                  |
| 1                          | 310-340                                                                    | Très molle                          | Double concentré de tomates                 | Engrenages fonctionnant à faible vitesse, engrenages multiples, graisses communes tel que les graisses pour roulements, dans des roulements de billes à contact |
| 2                          | 265-295                                                                    | Molle                               | Beurre de cacahuètes                        | Engrenages multiples, graisses communes tel que les graisses pour roulements, dans des roulements de billes à contact                                           |
| 3                          | 220-250                                                                    | Mi-dure                             | Margarine                                   | Graisses communes tel que les graisses pour roulements, dans des roulements de billes à contact                                                                 |
| 4                          | 175-205                                                                    | Dure                                | Yaourt glacé                                | Dans des roulements de billes à contact |
| 5                          | 130-160                                                                    | Très dure                           | Fudge                                       | Lorsque les fuites représentent un sujet de préoccupation |
| 6                          | 85-115                                                                     | Extrêmement dure                    | Fromage cheddar                             | Lorsque les fuites représentent un sujet de préoccupation |